# Kuznetsóvskaia (Vólogda)
|  | Per a altres significats, vegeu «Kuznetsóvskaia». |

Kuznetsóvskaia (en rus: Кузнецовская) és un poble de l'óblast de Vólogda, a Rússia, que el 2002 tenia quatre habitants. Pertany al districte rural de Vójega.